# Tomoplagia quinquefasciata
Tomoplagia quinquefasciata
 es una especie de insecto del género Tomoplagia de la familia Tephritidae del orden Diptera. 
Macquart la describió científicamente por primera vez en el año 1835.